# Zakari Junior Lambo
Zakari Junior Lambo (Aalst, 19 de enero de 1999) es un futbolista belga, nacionalizado nigerino, que juega en la demarcación de extremo para el KSC Lokeren-Temse de la División Nacional 1 de Bélgica.

## Selección nacional
Hizo su debut con la selección de fútbol de Níger en un partido amistoso contra Gambia que finalizó con un resultado de 0-2 tras los goles de Ablie Jallow y Muhammed Badamosi.

## Clubes
| Club                     | País    | Año       | Partidos | Goles |
| ------------------------ | ------- | --------- | -------- | ----- |
| KSK Ronse                | Bélgica | 2017-2018 | 29       | 6     |
| Sint-Eloois-Winkel Sport | Bélgica | 2018-2019 | 28       | 8     |
| KSK Ronse                | Bélgica | 2019-2020 | 20       | 8     |
| Royal Knokke FC          | Bélgica | 2020-2022 | 28       | 12    |
| RAAL La Louvière         | Bélgica | 2022-2023 | 24       | 7     |
| KSC Lokeren-Temse        | Bélgica | 2023-     | 1        | 0     |